# Killikaike blakei
Killikaike blakei es una especie extinta y única integrante del género monotípico Killikaike de monos del Nuevo Mundo de la familia Cebidae. Habitó en el Mioceno de la Patagonia argentina, en el extremo sur de América del Sur.

## Características generales
Fue encontrado en la Patagonia argentina por Marcelo Tejedor, y su equipo de la Facultad de Ciencias Naturales de la Universidad Nacional de la Patagonia San Juan Bosco. Los materiales exhumados comprenden la frente, el rostro, y el paladar, incluyendo un juego de dientes con poco desgaste, lo cual es un indicador importante del linaje. Vivió a comienzos del Mioceno temprano - medio, hace 16,4 millones de años.
El nombre de la especie hace honor a la estancia donde fue encontrado («estancia Killik Aike Norte») y a sus propietarios (los señores Blake). Esta propiedad (también llamada «estancia Felton») se ubica a 50 km al noroeste de la ciudad de Río Gallegos, Santa Cruz, Argentina. Son dos los ejemplares colectados, siendo uno de ellos el cráneo de Primate fósil mejor conservado de Sudamérica.
En el equipo dirigido por Tejedor también trabajaron los científicos Adán Tauber, Alfred Rosenberger y Carl Swisher; a ellos se sumó María Palacios como representante del Museo Padre Molina —de Río Gallegos—, entidad donde se conservan estos restos fósiles.

## Clasificación
Este género y especie se incluye en la subfamilia Cebinae de la familia de los cébidos (Cebidae), la cual es exclusiva del Neotrópico. Perry et al. (2014) consideraron a K. blakei como un sinónimo más moderno de Homunculus patagonicus, el cual también es conocido de la Formación Santa Cruz. Por su parte, Silvestro at al. (2017) consideraron a Killikaike como un género separado. Kay & Perry (2019) continuaron considerando a esta especie como un sinónimo.